# Rhein-Neckar-Arena
Il Rhein-Neckar-Arena, ufficialmente chiamato PreZero Arena, e in precedenza Wirsol Rhein-Neckar-Arena, per motivi di sponsorizzazione, è uno stadio situato a Sinsheim, Germania, che ha una capacità di 30.150 posti a sedere, sebbene si trovi in una cittadina di circa 35.000 abitanti. È prevalentemente usato per incontri di calcio, e ospita le partite casalinghe dell'Hoffenheim.
Il primo incontro ufficiale si è svolto il 31 gennaio 2009 contro l'Energie Cottbus, ed è finito con il risultato di 2-0 per l'Hoffenheim. Dalla stagione calcistica 2011-2012 lo stadio, a seguito di un accordo di sponsorizzazione con l'azienda tedesca Wirsol, ha preso il nome di Wirsol Rhein-Neckar-Arena, denominazione che ha mantenuto fino a gennaio 2019 quando lo stadio è stato rinominato PreZero Arena in seguito ad un accordo di sponsorizzazione valido fino al 2025 con l'azienda tedesca di smaltimento rifiuti PreZero.